# アハナ
アハナは、ギョロ氏女真族。ヌルハチ祖父ギョチャンガの末弟ボオシの次子で、ヌルハチの従伯叔父いとこおじにあたる。

## 略歴
父ボオシはフマン都督の第六子で、五人の兄と併せて寧古塔貝勒ニングタ･ベイレと呼ばれた。その中でも英智に富む四兄ギョチャンガ (ヌルハチ祖父) が中心となり、ニングタ･ベイレは周辺諸部族を制圧して五嶺からスクスフ河におよぶ200里の範囲を勢力圏に置き、諸部族を服従させた。

### 賊アハナ
ボオシの次子アハナは、薩克達サクダ路酋長・巴斯翰巴圖魯バシャン･バトゥルの妹に惚れ、結婚の許しをバシャンに乞うたものの、貧乏者には嫁がせられんと門前払いを食らわされた。アハナはこれしきのことで諦めはせんと、切り取った頭髪をその場に遺し引き返したが、バシャンは董鄂ドンゴ部酋長・克轍巴顏ケチェ･バヤナの盛栄ぶりが気に入り、アハナには構わず妹をケチェの子・額爾機瓦爾喀エルギ･ワルカに与えた。(因みに、このエルギ･ワルカの子が、ヌルハチ時代の五大臣の一人・何和哩ホホリである。)
さて、エルギはその後、妻の里があるサクダ路から帰る途中の阿布達里アブダリ嶺に至ったところで、托漠河トモホ部主・額吐阿祿エトゥ･アルの部下九人に襲撃された末、殺害された。その時、九人の賊が仲間に向かって「アハナ」と呼びかけていたのを聞いた者がケチェに告げた為、ケチェは下手人をボオシの次子アハナであると速断し、女をとられた腹癒せにエルギを殺したと騒ぎ立てた。
経緯を知ったハダ国主ベイレワン･ハンは、下手人はボオシの次子ではなくエトゥ･アルの手下の者であると使者を通じてケチェに伝えた上で、捕えて引き渡してやる代りにハダへの服従を求めた。子を殺された上になぜ他部族に服従を強要されねばならんのか。憤ったケチェはこれをボオシらニングタ･ベイレ一派による策略だと疑い、ワン･ハンに対し、ハダ国民に金をやってエトゥ･アルの手下を捕えさせ、ドンゴ部まで連行せよと要求を出した。その際に、もし連行された賊を訊問して、ボオシの次子が関係していないことが明らかとなれば、ワン･ハンがハダ国民にやった額の倍の金を支払おうと約束した。
ところが今度は、ボオシの三兄ソオチャンガの従僕・額克秦エクチンがこれを聞きつけて告げた為、金に目を眩ませたソオチャンガはケチェの許へ人を遣り、エルギを殺したのは自分の手下の額爾奔格エルベンゲと額克青格エクチンゲだと嘘を吐いた上で、二人を始末するから金を寄越せと要求を投げてきた。ワン･ハンの発言の裏にニングタ･ベイレの策略があると疑っていたところに、ソオチャンガが金を寄越せと跳び込んで来た為、ケチェはますますニングタ･ベイレの詐称を疑い、憎んだ。
ニングタ･ベイレ赦すまじと怒りに燃ゆるケチェは、兵を率いてニングタ･ベイレの東南部所領二つを掠奪した。ドンゴの兵力に圧されたニングタ･ベイレは、六人が散居してそれぞれ戦うのではなく、集住して協力し合おうと話し合ったが、ソオチャンガの子・吳泰ウタイは牧草地が足らなくなることを理由に反対し、自らの岳父ワン･ハンへの出兵要請を提案した。結局、ハダ兵の力を借り、ドンゴへの二度の侵攻でドンゴ所領数箇所を奪取し、報復を果した。しかし、それまでハダと実力が比肩していたニングタ･ベイレは、この時を境に勢力の衰頽をみせはじめた。
その後、ニングタ･ベイレを牽引していた四祖ギョチャンガとその子タクシが、明万暦11年1583に明の官軍と結んだニカン･ワイランによって殺害されたことを承けて、建州部の一酋長にすぎなかったヌルハチが決起し、周辺諸部族を次々と併呑していったことで、一族は再び建州部全土を支配下に治めることになる。

## 一族姻戚
- 祖父・フマン：都督。
  - 三伯父・ソオチャンガ
    - 従兄弟・ウタイ (吳泰/ 武泰utai)：ソオチャンガ次子。ハダ国主ベイレワン･ハンの娘婿。

  - 四伯父・ギョチャンガ
    - 従兄弟・リドゥン･バトゥル (禮敦巴圖魯lidun baturu)：ギョチャンガ長子。
    - 従兄弟・タクシ：ギョチャンガ第四子。
      - 従姪・ヌルハチ：タクシ子。清太祖。

  - 父・ボオシ：フマン第六子。
    - 長兄・カンギャ (康嘉kanggiya)
    - アハナ：ボオシ次子。
    - 三弟・アドゥチ (阿篤齊aduci)
    - 四弟・ドルホチ (多爾郭齊/多爾和齊dorhoci)

## 脚註

### 典拠
1. 1 2 3 4 5 6 7  “癸未歲至甲申歲萬曆11年1583至12年1584段263-266”. 太祖高皇帝實錄. 1
2. 1 2 3 4 5 6 7  “滿洲源流／癸未歲至甲申歲萬曆11年1583至12年1584段13”. 滿洲實錄. 1
3. ↑  “ᠰᠠᡴᡩᠠ sakda”. 新疆人民出版社. 新满汉大词典』. p. 623. "[名] 萨克达 (清初部落名)。"
4. ↑  “何和哩列傳”. 滿洲名臣傳. 1下. 国立公文書館所蔵. pp. 19-21
5. ↑  “ᠠᠪᡩᠠᡵᡳ ᠠᠯᠠ abdari ala”. 新满汉大词典. 新疆人民出版社. p. 2. "〈地〉阿布达里岗 (今辽宁省新宾满族自治县老道沟岭)。"
6. ↑  “ᡨᠣᠮᠣᡥᠣ tomoho”. 新满汉大词典. 新疆人民出版社. "[名] 托谟和 (明代建州女真哲陈布居住地，在今辽宁省新宾满族自治县)。"

### 註釈
1. ↑  註釈：『太祖高皇帝實錄』には「寶實之子阿哈納渥濟格欲聘薩克達路長巴斯翰巴圖魯之妹往結婚」とあり、それより成立年の遅い『滿洲實錄』(満) には「ninggutai boosi ninggucin i jui ahana wejige sakda gebungge bade tehe goloi amban bashan baturu i non be yabuki」とあるが、『滿洲實錄』(漢) に「渥濟格wejige」の記載はなく、『太祖高皇帝實錄』より成立の早い『太祖武皇帝實錄』にも「渥濟格wejige」の記載はない。満洲語「weji」は深い森の意。
2. ↑  註釈：満洲族は国家が滅亡した時か、他人を呪詛する時に頭髪を切断すると言われ、『如懿傳』でも継皇后ホイファ･ナラ氏が頭髪を切断して周囲を戦慄させる場面がみられるが、『滿洲實錄』(満) に「bi sinci aihana seme hokorakū：吾汝より如何ありとも離れ去らじ」(今西訳) とあることから、ここでは、身の一部を家に置いて離れないという意味。
3. ↑  註釈：克徹巴顏kece bayanaの「bayana」は「bayan」(富、富裕の意) の派生語か。
4. ↑  註釈：『滿洲名臣傳』などには、ドンゴ部は元々瓦爾喀の出身で、ドンゴに移住し、その土地に因んでドンゴ氏を名告ったとある。エルギ･ワルカの「ワルカ」は或いはその出自を指すものか、ここでは詳かでない。
5. ↑  註釈：現遼寧省撫順市新賓満族自治県老道溝嶺。[5]
6. ↑  註釈：『滿洲實錄』(満)「……ninggutai niyalma tondo seci (寧古塔の者正しと云はば) hadai niyalma de ulin aisin menggun bufi (哈達の人に財寶金銀與へて) etu arui uyun hūlha be gaifi (額圖阿嚕の九人の賊を擒へて) minde gaji (吾に伴れ來よ) bi fonjire (吾問はん), tere uyun hūlha (その九人の賊) ninggutai niyalma be wahakū seci (寧古塔の者を殺さざりきと云はば) hadai niyalma de (哈達の人に) suweni buhe ulin menggun aisin de (汝等の與へし寶財銀金に) bi holbome toodara (吾倍して酬いん)……」(和訳：今西)

## 文献

### 實錄
＊中央研究院歴史語言研究所版 (1937年刊行)
- 顧秉謙, 他『神宗顯皇帝實錄』崇禎3年1630 (漢)
- 覚羅氏勒德洪『太祖高皇帝實錄』崇徳元年1636 (漢)
- 編者不詳『滿洲實錄』乾隆46年1781 (漢)
  - 『ᠮᠠᠨᠵᡠ ᡳ ᠶᠠᡵᡤᡳᠶᠠᠨ ᡴᠣᠣᠯᡳmanju i yargiyan kooli』乾隆46年1781 (満) ＊今西春秋版
    - 今西春秋『満和蒙和対訳 満洲実録』刀水書房, 昭和13年1938訳, 1992年刊

### 史書
- 稻葉岩吉『清朝全史』上巻, 早稲田大学出版部, 大正3年1914
- 趙爾巽『清史稿』清史館, 民国17年1928 (漢) ＊中華書局版
- 孟森『清朝前紀』民国19年1930 (漢) ＊商務印書館版

### Web
- 栗林均「モンゴル諸語と満洲文語の資料検索システム」東北大学
- 「明實錄、朝鮮王朝実録、清實錄資料庫」中央研究院歴史語言研究所 (台湾)
- 「人名權威 人物傳記資料庫」中央研究院歴史語言研究所 (台湾)